# Блэр Уолдорф
Блэр Корне́лия «Би» Уо́лдорф (англ. Blair Cornelia «B» Waldorf) — главная героиня серии романов «Сплетница», написанных Сесилией фон Цигезар. В телесериале по мотивам серии роль героини исполнила Лейтон Мистер.
Жизнь Блэр Уолдорф и других героев находится под постоянным взором таинственного, но известного блогера под ником «Сплетница».
Героиня была описана своим создателем Сесилией фон Цигезар как «девушка крайности». Лейтон Мистер, сыгравшая героиню, описала её, как «хорошую девушку в глубине души».

## Биография
Жизнь книжной и сериальной героини практически ничем не отличаются.
Быть в центре всеобщего внимания для Блэр необходимо. Она очень целеустремленная. Стремится во всем быть идеальной, и у неё это неплохо получается. За всю жизнь у неё была одна настоящая подруга — Серена ван дер Вудсен, но Блэр не смогла простить ей интрижки со своим парнем, Нейтом. Убедившись, что женской дружбы не существует, она окружила себя глуповатыми приспешницами, которыми с лёгкостью манипулирует. Отношения подруг и их личная жизнь — основные сюжетные линии и книги, и сериала.
Близкие люди называют её Би, а некоторые называют Уолдорф Королева Би из-за того, что она достаточно характерная личность, привыкшая получать то, что хочет, любыми путями.
Семья Блэр богата. Родители Блэр — Элеонор и Гарольд Уолдорф, развелись. Отец Блэр ушёл из семьи к 30-летнему мужчине-модели, а мать позже вышла замуж повторно за Сайруса Роуза.

## Предпочтения

### Любимые цветы
Пионы и гортензии. Блэр, подбирая букет для свадьбы с Луи Гримальди, не уступила даже будущей свекрови, отвергнув её выбор, и в итоге в руках у Би на торжестве красовался букет из розовых пионов.

### Любимая книга
«Эпоха невинности» (1920), Эдит Уортон
Главная героиня книги, Эллен Оленская — графиня, погруженная в собственные фантазии. Любого мужчину даже при мимолетном взгляде на эту женщину посещают запретные мечты. Но для аристократии Нью-Йорка поведение графини считается аморальным. Кузина по имени Мэй — полная её противоположность, истинная леди, соблюдающая приличия. Но вот беда — её молодой и горячий жених, Ньюланд Арчер, прямо накануне собственной свадьбы влюбляется в Эллен. Графине придется пожертвовать счастьем любить и быть любимой ради Мэй.
«Эпоха невинности» — искреннее и справедливое отражение жизни американских нуворишей конца XIX века, где строгие пуританские нравы соседствовали с безумной роскошью. Книга, действительно, в духе Блэр Уолдорф.

### Любимое место отдыха
Монако, Париж 
Любовь к Монако преследовала Блэр, начиная с первого сезона сериала Сплетница, но апогея достигла в начале 4 сезона, когда ей посчастливилось познакомиться с принцем Гримальди из правящей династии Монако. Это европейское княжество по праву считается одним из самых живописных уголков Средиземноморья. Дворец династии построен в старом квартале города, прямо на скале. Монако по праву гордится Монте-Карло, где роскошь бьет через край: рестораны, казино, дворцы и виллы, лучший в Европе центр талассотерапии, сад принцессы Грэйс и музей океанографии.
Что привлекает Блэр Уолдорф в Монако? В первую очередь, это блеск светской жизни, возможность встретить на улице или в магазине какую-нибудь знаменитость, лучшие по европейским стандартам пляжи, регаты и пр.

### Любимые фильмы
Самый любимый — «Завтрак у Тиффани» (1961). Одри Хепбёрн — её кумир.
Ей нравятся и другие фильмы с ней, такие как: «Римские каникулы» (1953) и «Забавная мордашка» (1957), а также «Моя прекрасная леди» (1964), но Блэр не любит фильм «Шарада».
Также можно заметить, что Блэр снятся сны, связанные с фильмами «Моя прекрасная леди», «Завтрак у Тиффани», «Дождись темноты», «Сабрина», «Шарада» и «Все о Еве».
Блэр любит сериал «Схватка», «Девочки Гилмор».

### Любимое блюдо
Тыквенный пирог.
Зрители, внимательно смотревшие «Сплетницу», должны были заметить, что Блэр неоднократно заедала свои переживания сладостями, в том числе — своим любимым тыквенным пирогом. Также Блэр обожает французские пирожные — Макарон от Ladurée.

## Стиль
В 1-м сезоне: Ученица элитной школы со всеми атрибутами: школьная форма, цветные колготки и ободки. Стиль преппи во всех своих проявлениях.
Во 2-м сезоне стилист сериала Эрик Даман развивает школьную тему, добавляя женственные, а порой и сексуальные нотки: сумка «Lady Dior» и глубоко-декольтированные топы с оборками.
К 3-му сезону Блэр окончательно избавилась от школьного образа с ободками, теперь у неё новая изюминка — цветочные принты. Гардероб Блэр наполняется разнообразными блузками с V-образными вырезами, бантами, моделями без рукавов.
Начало 4-го сезона: Блэр не боится стереотипов — в Париже она носит берет и прекрасно разыгрывает историю с Золушкой. Её стиль — по-девичьи легкий и прекрасный. Возвращение в Нью-Йорк и работа в редакции вносят свои коррективы, поэтому образы Блэр женственные, наполненные классическими элегантными платьями и пиджаками.
В 5-м сезоне Блэр готовится стать женой принца, поэтому изо всех сил старается соответствовать королевскому статусу жениха, и мы видим её в очень дорогих нарядах. Беременность накладывает свой отпечаток на стиль Блэр, она носит платья свободного кроя, оставаясь при этом верна своим любимым цветам — красному, жёлтому и оранжевому.
В 6-м сезоне Блэр становится настоящей леди, этакой бизнес-вумен, что не могло не отразиться на её стиле. В целом, этот сезон вобрал в себя все лучшее, что было в предыдущих: цветочный принт, плиссированные юбки, жабо, оборки, яркие цвета. На радость поклонникам возвращается излюбленный аксессуар, некая визитная карточка Блэр Уолдорф — ободки. Образы девушки довольно элегантные и женственные, более строгие, чем раньше.

## Телесериал

### 1 сезон
В 1-м сезоне Блэр Уолдорф представлена как красивая, популярная и богатая девушка Верхнего Ист-Сайда. По 9-й серии сезона можно рассудить, что стервозный характер Блэр приобрела после ухода отца из семьи и внезапного отъезда Серены из города. Также из этой серии можно узнать, что год назад у Блэр обнаружили болезнь, пищевое расстройство — нервную булимию.
Она встречается с Нейтом Арчибальдом и воссоединяется с вернувшейся в город школьной подругой Сереной.
Но дружба Блэр с Сереной рушится, когда, желая быть честным, Нейт признается Блэр, что он и Серена занимались сексом на свадьбе Шепардов. Нейт пытается убедить Блэр, что то, что случилось между ним и Сереной, было лишь минутной слабостью, и если Блэр сможет его простить, то он хочет быть с ней. Блэр пытается простить Нейта, но начинает мстить подруге за предательство, выставив её перед всеми колледжами США наркоманкой. В конце концов между Блэр и Сереной наступает мир.
Блэр и Нейт ссорятся, когда на балу- маскараде Блэр узнает от Дженни Хамфри, что Нейт пытался признаться в любви Серене и больше не любит Блэр. В отчаянии Блэр приезжает на открытие бурлеск-клуба «Виктрола», принадлежащего Чаку Бассу — лучшему другу Нейта, напивается там, выходит на сцену и танцует стриптиз для Чака Басса. После чего по дороге домой лишается девственности с Чаком в его лимузине. Чак влюбляется в Блэр. Хотя она отрицает возможность их отношений, Чак покупает ей в подарок бриллиантовое ожерелье, и утешает её, когда Нейт не поздравил и не приехал на празднование Дня её рождения. Чак и Блэр начинают тайно встречаться. Несмотря на это, Блэр мирится с Нейтом и проводит с ним ночь. Чак делает все, чтобы разрушить их отношения. Он шантажирует Блэр, что расскажет Нейту об их сексуальной связи.
Серена покупает тест на беременность. Это становится известно Сплетнице. Но на самом деле — тест для Блэр, которая не хочет смотреть правде в глаза и не может решиться сделать тест. Серена, думая, что Блэр возможно беременна от Чака, приходит к нему, чтобы он попытался повлиять на Блэр. Но узнает от Чака, что Блэр переспала не только с ним, но ещё и с Нейтом.
Блэр наконец-то делает тест, который не подтверждает её беременность. Это придаёт ей уверенности, она наконец-то понимает, что Чак никогда не расскажет Нейту, о том, что переспал с Блэр, так как сам боится, что Нейт об этом узнает. Она заявляет Чаку, чтобы он оставил её в покое раз и навсегда. Это заставляет Чака отправить Сплетнице сообщение, о том, что Блэр переспала с двумя парнями за одну неделю. Нейт не верит в это, но узнает от Дженни Хамфри, что это правда и что другой парень — это его друг Чак. Это приводит к бурной ссоре Нейта с Чаком. Нейт разрывает отношения с Блэр.
Вся школа осуждает Блэр за её моральное падение. Девчонки из «свиты» Блэр дают ей понять, что теперь она не может быть «Королевой» школы Констанс. Блэр ссорится с Сереной, из-за того, что она рассказала о Блэр и Чаке своему парню — Дэну Хамфри. Последняя надежда Блэр — это Чак. Но Чак говорит, что не хочет её больше и не представляет, кто ещё может её захотеть. В отчаянии Блэр решает уехать к отцу во Францию, чтобы продолжить учёбу там. Но Серена убеждает её не делать этого и помогает ей вернуться в Констанс после каникул. Начинается нелегкая борьба Блэр за восстановление своего статуса королевы школы с Дженни Хамфри. На день рожденье Дженни узнав, что Дженни украла дорогое платье, Блэр устраивает все так, чтобы отец Дженни и девочки из «свиты» увидели её в нём. Позже Блэр разоблачает отношения Дженни с её парнем Ашером, рассказав всей школе о том, что Ашер гей и он не спал с Дженни. В итоге Блэр побеждает и становится вновь королевой.
У Серены начинаются проблемы с её бывшей подругой Джорджиной Спаркс. Блэр показывает себя как настоящая подруга, поддерживает её и помогает избавиться от Джорджины.
На свадьбе Барта и Лили Чак извиняется перед Нейтом за то, что влюбился в Блэр. Во время свадебного приема Чак произносит речь в честь молодоженов, с помощью которой он извиняется перед Блэр. Она принимает его извинение и они вместе собираются на отдых летом. Но разговор Чака с отцом, который говорит ему перед отъездом, что постоянные отношения полностью изменят его и не позволят ему вести прежний привычный образ жизни, так как налагают определённую ответственность, пугает его и он понимает, что не готов к этому. Он говорит Блэр, чтобы она летела в Тоскану без него, а он присоединится к ней позже, но не приезжает к ней.

### 2 сезон
Большая часть сюжетной линии 2-го сезона крутится вокруг любви и ненависти Блэр и Чака.
В первой серии сезона мы узнаем, что Блэр осталась в Европе. Чак сожалеет о своих действиях, но оказывается, что Блэр уже нашла себе ухажера. Он пытается вернуть Блэр, но попытки тщетны — она требует весомой причины для расставания с Маркусом — те самые 3 слова 10 букв, на что Чак не может решиться. Блэр в конце концов расстается с Маркусом, но не возвращается к Чаку. Они начинают игру: кто первым признается в своих чувствах. Они оба ощущают необходимость друг в друге.
Блэр и Серена ссорятся из-за того, что Серена отказывается быть с Блэр за кулисами на показе мамы Блэр, а хочет сидеть в первом ряду с Поппи, светской львицей. Блэр изо всех сил пытается помешать присутствию бывшей подруги на показе, но с подачек Дженни все заканчивается триумфом Дженни и Серены. Серена пытается задеть Блэр тем, что она поступит в Йель вместо неё, но Блэр придумывает план, по которому она пробирается на вечеринку к декану и унижает Серену перед всеми. Девушки дерутся, но после чего решают, что им не стоит продолжать ни дружить, ни воевать. Несмотря ни на что, декан все равно предлагает Серене поступить в Йель, но она говорит, что ей это не нужно и мирится с Блэр.
В эпизоде «O Brother, Where Bart Thou?» Чак узнаёт о смерти своего отца. В связи с этим Блэр оказывает поддержку Чаку и говорит, что любит его, на что Чак отвечает «Сочувствую» и уезжает. Переживая, девушка находит временную поддержку в лице отчима, Сайруса. Блэр заботится о Чаке и изо всех сил старается помочь ему, но Чак на все отвечает грубостью. В итоге после ряда событий Чак понимает, что любит Блэр и приходит к ней с извинениями, но Блэр плачет, говоря, что не может его простить, и выгоняет его, выбрасывая букет.
После огромного количества интриг и козней Блэр завязывает войну с новой учительницей, молодой Рейчел Карр. Блэр сообщает ложные новости сплетнице о том, что Рейчел якобы встречается с Дэном Хамфри, после чего Рейчел рассказывает все директору и замораживает её поступление в Йель. Блэр удается получить компрометирующую фотографию Рейчел и Дэна, после чего Блэр восстанавливают в Йеле, но во время репетиций к школьному спектаклю Рейчел анонимно сообщает Йелю о скандале с участием Блэр и Йель отказывается от Уолдорф.
После того, как Блэр проваливается в поступлении в университет, для неё становится неожиданной поддержка со стороны Чака.
Блэр и Нейт неожиданно становятся заинтересованы друг в друге, и после некоторой заминки начинают встречаться. Чак пытается поломать их отношения, но в итоге решает, что с Нейтом она будет счастливее и оставляет все попытки. На выпускном Чак без ведома Блэр помогает Блэр стать королевой бала, а королем- Нейта, объясняя это Серене тем, что он любит Блэр.
В конце сезона из сплетницы Блэр узнаёт о том, что Чак переспал с Ванессой, а Чак — что Блэр переспала с его дядей Джеком. Блэр во второй раз признается Чаку в любви, но Чак, боясь своих чувств к ней, снова отвергает её и сбегает в Европу, надеясь там забыть о Блэр. Но куда бы он ни поехал, чтобы ни делал, он понимает, что это бесполезно — Блэр повсюду преследует его в его мыслях, мечтах, снах. Он возвращается в Нью-Йорк, чтобы признаться ей в любви. Ему это удаётся, и они наконец-то становятся парой.

### 3 сезон
Большую часть 3-го сезона занимает то, как Блэр не может достичь прежнего статуса на новом месте обучения. Она находит эмоциональную поддержку в лице матери и Чака. Блэр ссорится с Сереной, они снова объявляют друг другу войну, но с подачек Чака и Нейта наконец мирятся.
Отношения Чака и Блэр расстраиваются после того, как Чак соглашается на сделку со своим дядей Джеком. Суть сделки заключается в том, что Блэр должна переспать с Джеком, за что Джек вернёт Чаку отель. Блэр, не зная о том, что в этом замешан Чак, также соглашается на сделку, чтобы помочь любимому, и, таким образом, получается, что Чак «продал её за отель».
В конце сезона Чак пытается вернуть Блэр и хочет предложить ей выйти за него замуж, но этому мешает Дэн сообщением о том, что Чак только что переспал с его сестрой — Дженни. Разорённая, Блэр выгоняет Дженни из города и разрывает отношения с Чаком.
Расстроенные от своих разрывов, Блэр и Серена отправляются в Париж на всё лето. В Чака стреляют грабители и отбирают вещи. Он выживает; Блэр не знает о произошедшем.

### 4 сезон
Блэр проводит замечательное лето в Париже: покупает драгоценные брендовые одежды, ест всякие лакомствы, ходит по кафетериям и барами. Она не подозревает, что в его бывшего возлюбленного стреляли и он выжил. Вернувшись в Америку, она узнаёт, что у Чака новая девушка по имени Эва, и пытается расстроить их отношения. Ей это удается, и в итоге Эва навсегда уезжает обратно в Европу. Чака данный факт ужасно злит и он объявляет Блэр войну. Поняв, что взаимная ненависть может привести к уничтожению их обоих, Чак и Блэр, не без помощи Нейта и Серены, заключат мирное соглашение. Через некоторое время дружеские отношения переходят в «секс без обязательств», а позже и во взаимное признание в любви. Но связь с Чаком Бассом мешает карьере Блэр, и они снова решают расстаться «до лучших времён».
Во время каникул Блэр начинает сближаться с Дэном Хамфри, с которым у неё совпадают вкусы в кино. Оказывается, что Блэр и Дэн похожи намного больше, чем могли себе представить. Они сильно сближаются эмоционально, что, в конце концов, приводит к поцелую.
К финалу сезона к Блэр приезжает принц Монако, Луи Гримальди, с которым она познакомилась в Париже, и делает ей предложение о замужестве. Блэр принимает его, Чак пытается вернуть Блэр. В последней серии сезона ему это удается, но он отпускает девушку с принцем, чтобы она наконец смогла стать счастливой. Блэр и Луи уезжают в Монако на лето, планируя устроить свою свадьбу в ноябре. Сезон заканчивается тем, что в мусорном ведре в ванной Блэр оказывается использованный тест на беременность, она котором 2 полоски.

### 5 сезон
Блэр беременна. Она делает тест на отцовство, после которого приходит к Чаку и говорит, что ребёнок от Луи. Полным ходом идёт подготовка к свадьбе с Принцем. Однако Луи совершает поступки, которые заставляют Блэр начать сомневаться в его благородстве. Чак же, напротив, приходит к ней, чтобы извиниться за всё плохое, что совершил ранее. Наблюдая за поведением Чака, вскоре Блэр понимает, что он стал лучше, чем когда-либо. А её жених Луи, напротив, всё более становится интриганом, что в итоге задевает не только саму Блэр, но и её друзей. По этой причине Блэр отправляется к Чаку за советом, чтобы узнать, как ему удалось измениться и стать хорошим, чтобы помочь сделать то же самое Луи. На совместном приёме у психотерапевта Би узнаёт, что Чак оставил кольцо и забыл о боли. Блэр понимает, что возможно причина в ней, и её мужчины становятся плохими из-за неё. Однако Чак поясняет, что причина в другом, и он так себя вёл всё это время, потому что боялся её потерять. Это заставляет Блэр переосмыслить свои отношения с Луи и Чаком — она начинает сомневаться в своём выборе. В итоге она задаётся вопросом, способен ли Чак полюбить её вместе с ребёнком от другого мужчины. Чак приходит к Блэр и предлагает ей быть с ним, так как он любит её ребёнка так же сильно, как и её. Блэр соглашается, и они вместе уезжают на лимузине. Из-за преследований папарацци и неисправности в автомобиле они попадают в аварию, свидетелем которой становится Нейт. Обоих доставляют в госпиталь, где Блэр приходит в сознание, а Чак, получив более серьёзные повреждения, оказывается в коме. Блэр теряет ребёнка, а потому очень боится потерять ещё и Чака. Она молится богу о его спасении и клянется выйти замуж за Луи, если Чак останется жив. В это время он приходит в себя, а Блэр говорит, что они не могут быть вместе, хоть она любит его.
Проходит полтора месяца, которые Блэр с Луи провели в Европе, где девушка переживала потерю ребёнка. После возвращения в Нью-Йорк Блэр возобновляет подготовку к свадьбе, а через три недели случайно встречается с Чаком, который пришёл к ней в дом, помогая Луи. Она хочет вернуться к Чаку, но боится нарушить договор с Богом. Все это время Блэр поддерживает Дэн. Позже Блэр рассказывает Серене о том, что скрывает от Чака. Об этой тайне знают только она и Дэн. На праздновании Нового года Блэр целует Луи на глазах у Чака. Через какое-то время происходит торжественная церемония бракосочетания Блэр с Принцем Луи. Незадолго до самой свадьбы к Блэр приходит Чак, и между ними происходят объяснения, где Блэр признаётся, что любит только Чака. Это признание снимает на видео Джорджина, после чего оно попадает на сайт «Сплетницы». В момент произнесения священником речи у алтаря все гости видят эту запись, что становится позором для жениха и невесты. Однако, бракосочетание всё же состоялось, и Блэр становится официальной принцессой Монако, а также законной женой Луи. Сразу после свадьбы Луи поясняет, что он не простил её за такое унижение, но после уговоров матери решил, что они оба должны доиграть эту роль до конца, и теперь Блэр — его жена на публику, а в остальное время они — чужие друг другу люди. Блэр понимает, какую ошибку она совершила, и сразу после этого решается бежать прямо с празднования с Дэном Хамфри. Но после их находят Серена и Чак, Джорджина (которая взяла на себя ведение блога «Сплетницы»), мать принца Луи, которая шантажом заставляет Блэр вернуться обратно минимум на год (согласно брачному контракту). В итоге Блэр вместе с Луи улетают в свадебное путешествие, где они должны играть роли счастливых молодожёнов для прессы. Вернувшись в Нью-Йорк вместе с помощницей Гримальди, влюблённой в Луи, Блэр ищет способы избавиться от уз брака поскорее, при этом заключая договор с Джорджиной. Чак тайно выплачивает её приданое, а Блэр понимает, что влюбилась в Дэна. Они начинают встречаться, но не все идет гладко, так как Дэн давно влюблён в Блэр и ожидает от их отношений многого, а Блэр не хочет мириться с некоторыми вкусами своего возлюбленного. После того, как Сплетница опубликовала страницы из дневника Блэр о том, что её сердце до сих пор принадлежит Чаку, она делает выбор между двумя мужчинами в своей жизни — Чаком и Дэном. Она выбирает Чака. Она признаётся ему в любви, но Чак признаётся, что он потерял всё и не хочет быть мистером Уолдорф, так как Блэр унаследовала компанию своей матери. В конце сезона Блэр приезжает в казино, где Чак и его дядя Джек пытаются выиграть 3 миллиона долларов. Блэр ставит свои фишки и говорит Чаку о том, «Что он всё время боролся за неё и теперь она будет за него бороться». Также она говорит, что Чак говорил, что она всегда играла против него. В итоге она говорит ему, что в этот раз она — за него.

### 6 сезон
Блэр и Чак заключают договор, согласно которому они будут вместе, когда он отомстит отцу, а она добьется успеха в качестве руководителя «Waldorf design». Дэн открыто выражает свой скептицизм относительно этого, говоря, что она и Чак ожидают того, чего никогда не будет. В течение долгого времени Блэр терзается сомнениями, да и в работе все идет не так гладко, но, в конце концов, она помогает своему избраннику разоблачить Барта Басса, который падает с крыши в результате схватки с Чаком. Блэр и Чак женятся, чтобы полиция не смогла принудить Блэр свидетельствовать против Чака. Через пять лет на свадьбе Серены и Дэниэла мы видим, что Блэр и Чак безумно счастливы вместе и воспитывают сына по имени Генри (примечательно, что именно это имя выбрал Чак, пытаясь перестать быть Чаком Бассом в 4 сезоне).